# 2813 Zappalà
2813 Zappalà là một tiểu hành tinh vành đai chính với chu kỳ quỹ đạo là 2030.3075284 ngày (5.56 năm).
Nó được phát hiện ngày 24 tháng 11 năm 1981.